# Tyranneau ombré
Sublegatus obscurior
Espèce
Statut de conservation UICN

 LC  : Préoccupation mineure
Le Tyranneau ombré (Sublegatus obscurior), aussi appelé Moucherolle de Todd, est une espèce de passereaux de la famille des Tyrannidae,,.

## Distribution
Cet oiseau vit dans une zone allant de l'est de la Colombie au sud du Venezuela, aux Guyanes, au nord de la Bolivie et à l'Amazonie brésilienne,,.

## Systématique
Cette espèce est monotypique selon la classification de référence du Congrès ornithologique international (version 9.1, 2019).